# Robert Walpole (2e comte d'Orford)
Robert Walpole, 2e comte d’Orford, (1701 - 31 mars 1751), est un pair et homme politique britannique, appelé Lord Walpole de 1723 à 1745.

## Biographie

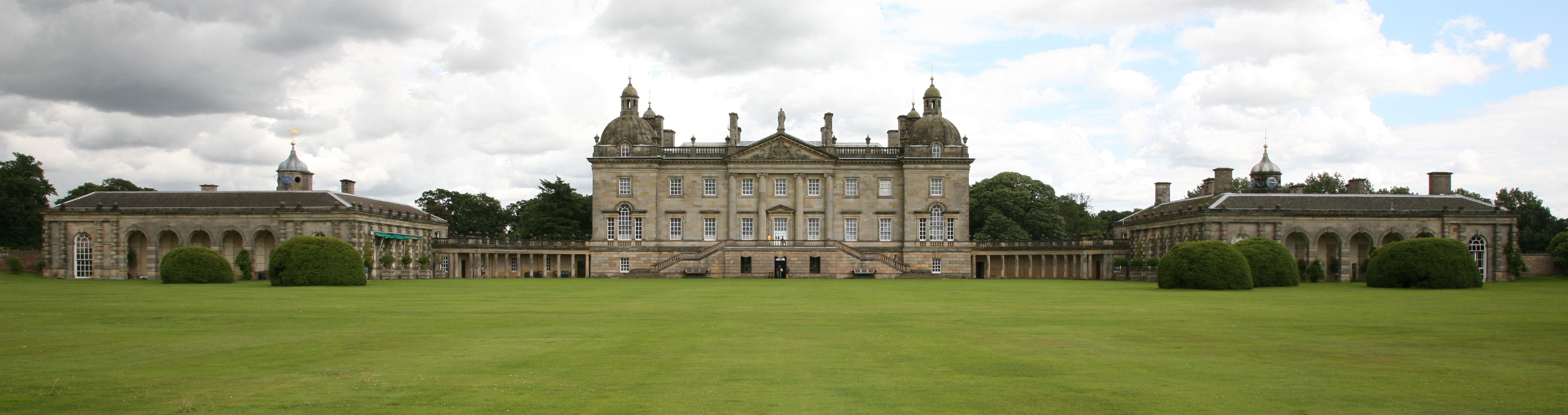
Houghton Hall, Norfolk

Il est le fils aîné de Robert Walpole (1676-1745), premier ministre du roi, désormais considéré comme le premier premier ministre du Royaume-Uni, et de sa première épouse, Catherine Shorter. En 1723, son père décline lui-même une pairie mais accepte l'offre au nom de son fils Robert, âgé de 22 ans, qui est élevé à la pairie sous le nom de baron Walpole, de Walpole, dans le comté de Norfolk.
Robert Walpole occupe les postes suivants : Greffier des Pells, auditeur de la réception de l'échiquier, Ranger de Richmond Park, Haut Commissaire de Yarmouth et Lord Lieutenant du Devon.

## Mariage
Le 26 mars 1724, Lord Walpole épouse Margaret Rolle (15e baronne Clinton) (1709-1781), âgée de 15 ans et fille unique du colonel Samuel Rolle (1646-1719), de Heanton Satchville, Petrockstowe. Margaret est l'héritière d'une branche cadette de la famille Rolle de Stevenstone à Devon et de sa grand-mère paternelle, née Lady Arabella Clinton, tante et cohéritière de son neveu Edward Clinton, 5e comte de Lincoln et 13e baron Clinton (décédé en 1692).
Le mariage n'est pas heureux et Lady Walpole s'est violemment disputée avec toute sa famille. Après la naissance d'un fils, ils vivent séparément et ont ensuite obtenu une séparation légale.
En 1736, Hannah Norsa, chanteuse et actrice de premier plan à Covent Garden, s’installe à Houghton Hall, dans le Norfolk, et y demeure en tant que maîtresse de Walpole jusqu’à sa mort, en mars 1751. Son soutien financier l’aurait peut-être sauvé de la faillite. Au cours des nombreuses absences de Walpole, Hannah Norsa est escortée dans son landau de six chevaux par son aumônier, le révérend William Paxton qui a reçu une petite indemnité de la famille Walpole pour la défense de son père, le premier ministre.
Elle devient la quinzième baronne Clinton, après la mort de son cousin Hugh Fortescue (1er comte Clinton). Elle se remarie à la mort de Walpole mais se sépare bientôt de son second mari, Sewallis Shirley, fils du 1er comte Ferrers et contrôleur de la maison de la reine Charlotte. Lady Clinton meurt à Pise, en Toscane, en 1781 et est enterrée à Livourne, « une femme d'un caractère très singulier et considérée à moitié folle » (selon son amie Selina, comtesse de Huntingdon).
Le comte d'Orford et son épouse, la baronne Clinton, ont un fils, George Walpole (3e comte d'Orford) et 16e baron Clinton (1730-1791), célèbre fauconnier, qui n'a laissé aucun enfant légitime et est mort fou.